# Карвяни
Карвяни (пол. Karwiany) — село в Польщі, у гміні Журавіна Вроцлавського повіту Нижньосілезького воєводства.
Населення — 541 особа (2011).
У 1975-1998 роках село належало до Вроцлавського воєводства.

## Демографія
Демографічна структура станом на 31 березня 2011 року:
|          | Загалом | Допрацездатний вік | Працездатний вік | Постпрацездатний вік |
| -------- | ------- | ------------------ | ---------------- | -------------------- |
| Чоловіки | 274     | 82                 | 183              | 9                    |
| Жінки    | 267     | 73                 | 171              | 23                   |
| Разом    | 541     | 155                | 354              | 32                   |